# Steuerndieb

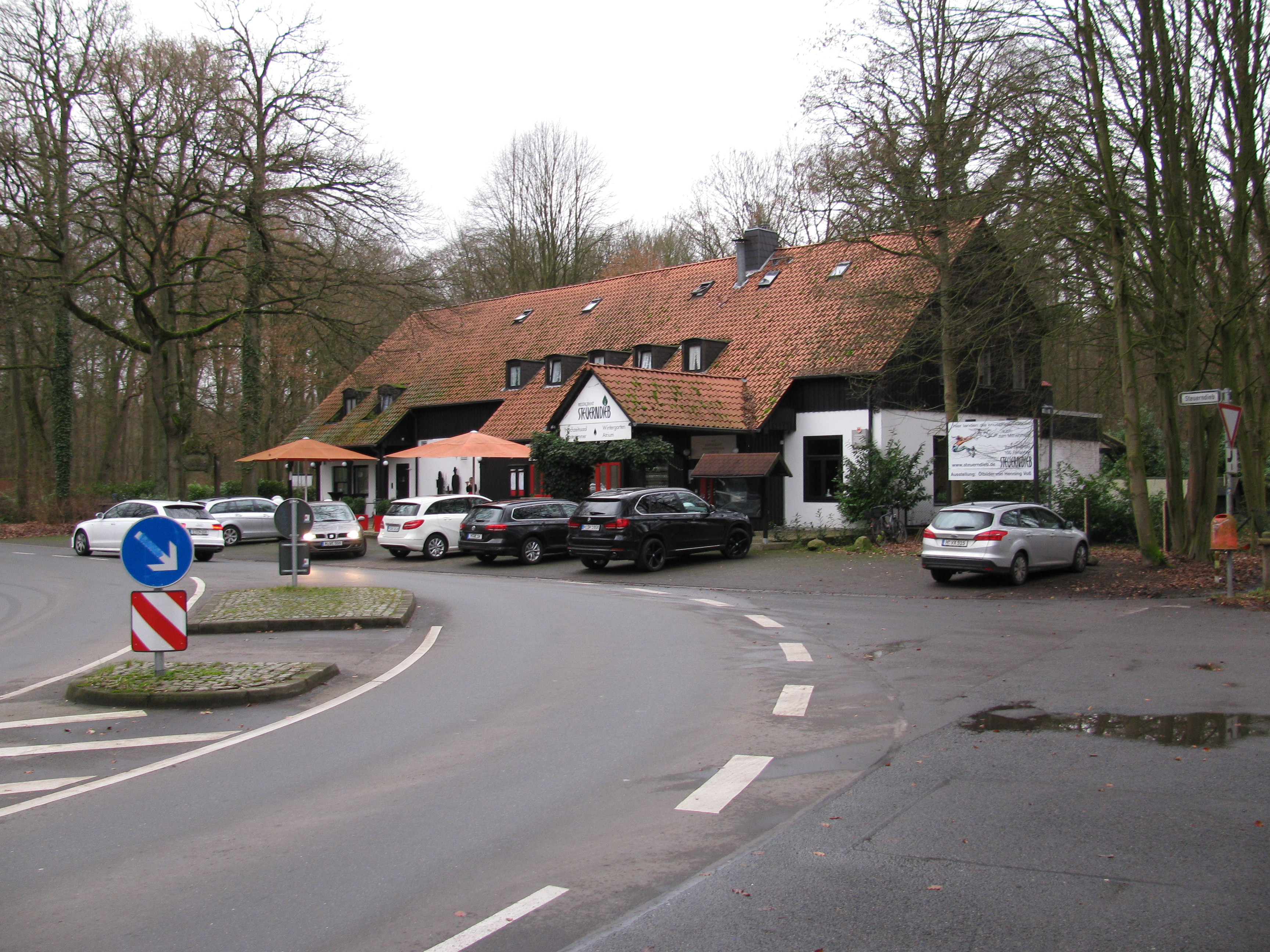
Restaurant Steuerndieb

Steuerndieb in Hannover ist der Name eines ursprünglich im 14. Jahrhundert im Verlauf der Hannoverschen Landwehr errichteten Warthauses und eines heutigen Restaurants und Hotels. Der Standort an der gleichnamigen Straße im hannoverschen Stadtteil Groß-Buchholz ist der nordöstliche Rand der Eilenriede an der Grenze zum Stadtteil Zoo in einer Kurve des ehemals für das Eilenriederennen befestigten Fahrweges zwischen dem Lister Turm und dem Zoologischen Garten Hannover.

## Geschichte
Hinweise auf eine Besiedlung rund um den Steuerndieb fanden sich durch archäologische Artefakte in Form von rund 5000 Jahre alten steinernen Beilen aus der Steinzeit sowie Scherben von Bestattungsurnen aus der Zeit um 1000 v. Chr. Bis über die Zeit der Dunklen Jahrhunderte hinaus wurden bisher keine weiteren Quellen zu menschlichen Aktivitäten vor Ort gefunden, bis der plattdeutsche Stürendeif, ursprünglich mit der Bedeutung „Steure dem Dieb“, erstmals 1392 mit dem Bau eines Warthauses erwähnt wurde. Das Gebäude für einen Wege- und Holzwart als Teil der hannoverschen Landwehr diente sowohl den Interessen des Landesherren, der das Gebiet der damaligen Dörfer Groß- und Klein-Buchholz gegen das des Hochstiftes Hildesheim abgrenzen wollte, als auch der Stadt Hannover, die außerhalb der Stadtbefestigung Hannovers sowohl eine Kontrolle über die Nutzung des Waldes als auch über den Transport von Torf zu Feuerungszwecken über den Schiffgraben ausüben wollte.
Etwa am Ende des 17. Jahrhunderts wurden am Steuerndieb auch erstmals Getränke ausgeschenkt, worüber der hannoversche Geschichtsschreiber Johann Heinrich Redecker wenige Jahrzehnte später in seiner Chronik Historische Collectanea … schrieb:

„[...] ein Forst- und Wirtshaus, wobey kein Thurm […] hat den Namen Stür den Deifen davon, dass es den Holzdieben steuern oder wehren soll.“

In der Zeit des Kurfürstentums Hannover wurde 1750 an gleicher Stelle ein neues Forst- und Wirtshaus errichtet, das dann mehr als 100 Jahre lang an verschiedene Holz- beziehungsweise Forstaufseher verpachtet wurde, die am Steuerndieb zugleich eine Schankwirtschaft betrieben. Unterdessen hatte ein Sturm die Torfscheune im Altwarmbüchener Moor zerstört, so dass 1763 eine neue Torfscheune am Steuerndieb errichtet worden war. Anfang des 19. Jahrhunderts hatte sich die Einrichtung zu einer zwar anspruchslosen, aber vor allem im Sommer beliebten Wirtschaft entwickelt, in der Stände mit Schießscheiben zur Unterhaltung der Gäste dienten, später auch Kegelbahnen.

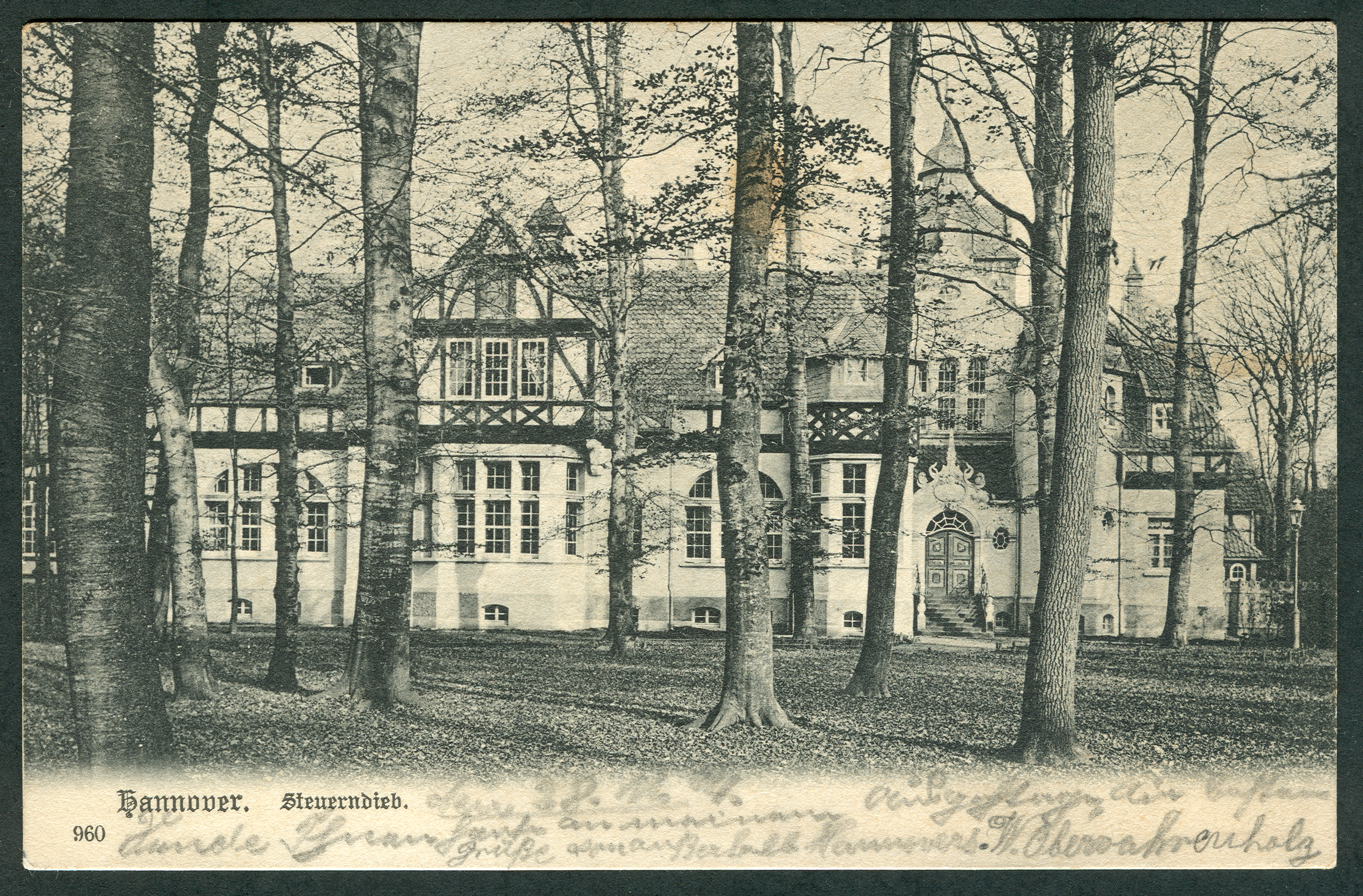
Der neobarocke Neubau mit Elementen des Landhaus-Stils um 1900;
Ansichtskarte Nr. 960, Karl F. Wunder

Erst nach der Ausrufung des Deutschen Kaiserreichs wurde die Immobilie ab dem Gründerjahr 1872 dann nur noch an Gastronomen verpachtet. Als um 1900 der Rat der Stadt Hannover und der Gartendirektor Julius Trip eine Erneuerung hannoverscher Waldgaststätten anstrebten, wurde das bisher eher „bescheidene Gebäude“ des Steuerndiebs abgerissen und an seiner Stelle von 1901 bis 1904 nach Plänen des Architekten Otto Ruprecht im Stil von Neobarock und Landhaus ein Neubau errichtet. Ein zusätzlich angelegter kleiner, aber repräsentativer Park rund um den Neubau bot dann immerhin 4000 Gästen im neuen Bier- und Kaffeegarten in der Eilenriede einen Sitzplatz.
Das neue Gasthaus betrieb Otto Reuter, der auch ein Weinrestaurant in der Langen Laube 47 in Hannover unterhielt.
Im Jahr vor dem Beginn des Ersten Weltkrieges wurde 1913 anlässlich des hundertsten Jahrestages der Völkerschlacht bei Leipzig die „Völkerschlacht-Eiche“ nahe dem Steuerndieb gepflanzt. Nur wenig später wurden die ersten Verwundeten von den Kriegsfronten im Reserve-Lazarett II am Steuerndieb eingeliefert.
In der Zeit des Nationalsozialismus wurden um 1935 umfangreiche Baumaßnahmen im Verlauf der Strecke für das Eilenriederennen unter anderem am Steuerndieb vorgenommen. Mit den Mitteln für Arbeitsbeschaffungsmaßnahmen wurden auch hier für das Rennen gefährliche Kurven begradigt; bis zu 150 Arbeiter täglich erbrachten eine Leistung von insgesamt „15.000 Tagewerken“. Der Hannoversche Anzeiger Nr. 8 vom 10. Januar 1935 berichtete vom „[…] Gestöhn und Qualm [… der für die zu bewegenden Erdmassen eingesetzten] ‚Eilenriedeeisenbahn‘“.
Während des Zweiten Weltkrieges nutzte die Wehrmacht das Gebäude des Steuerndiebs als Vorratslager für Munition, das dann während der Luftangriffe auf Hannover durch Fliegerbomben beschädigt wurde. So diente das noch halbwegs intakte Haus nach dem Kriegsende zunächst – deutschen – Flüchtlingen als Notunterkunft, bis die britischen Militärbehörden das Anwesen für eigene Zwecke beschlagnahmten. Nach der Gründung der Bundesrepublik Deutschland und trotz der bald folgenden Wirtschaftswunderjahre war der erst ein halbes Jahrhundert zuvor neu errichtete Steuerndieb bald heruntergewirtschaftet – und wurde 1955 abgebrochen. Nur ein einzeln stehengelassenes Wirtschaftsgebäude, die nach dem Raubmörder Jasper Hanebuth genannte „Hanebuthhöhle“, wurde im Folgejahr 1956 zur neuen Waldgaststätte Steuerndieb erweitert.
1967/68 wurde die Waldgaststätte nach Plänen Stefan Schwerdtfegers zu einem anspruchsvollen Speiserestaurant umgebaut.

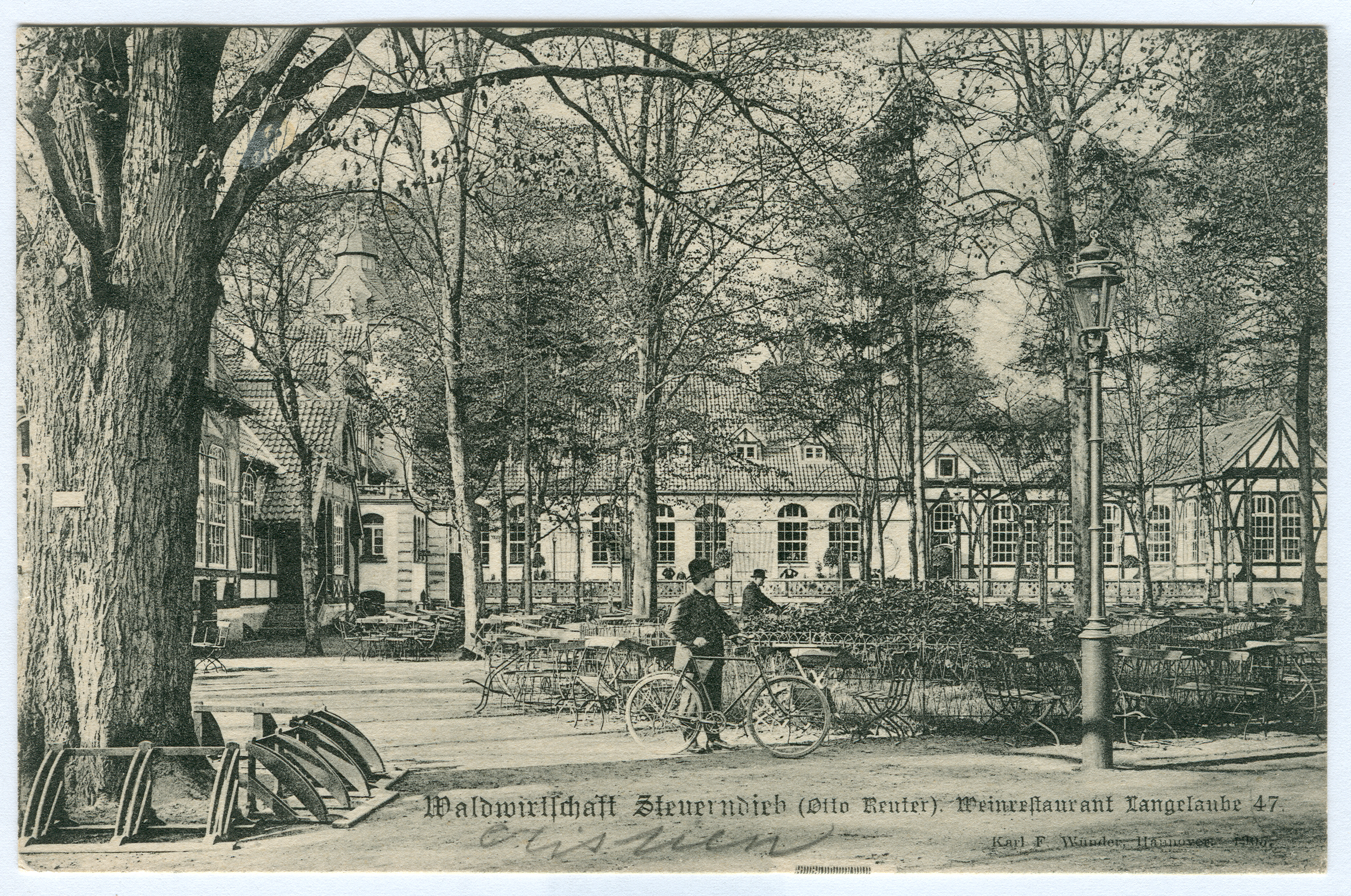
Radfahrer vor rund 4000 Sitzplätzen der neuen „Waldwirtschaft Steuerndieb“ um 1900 Lichtdruck von Karl F. Wunder, 1905
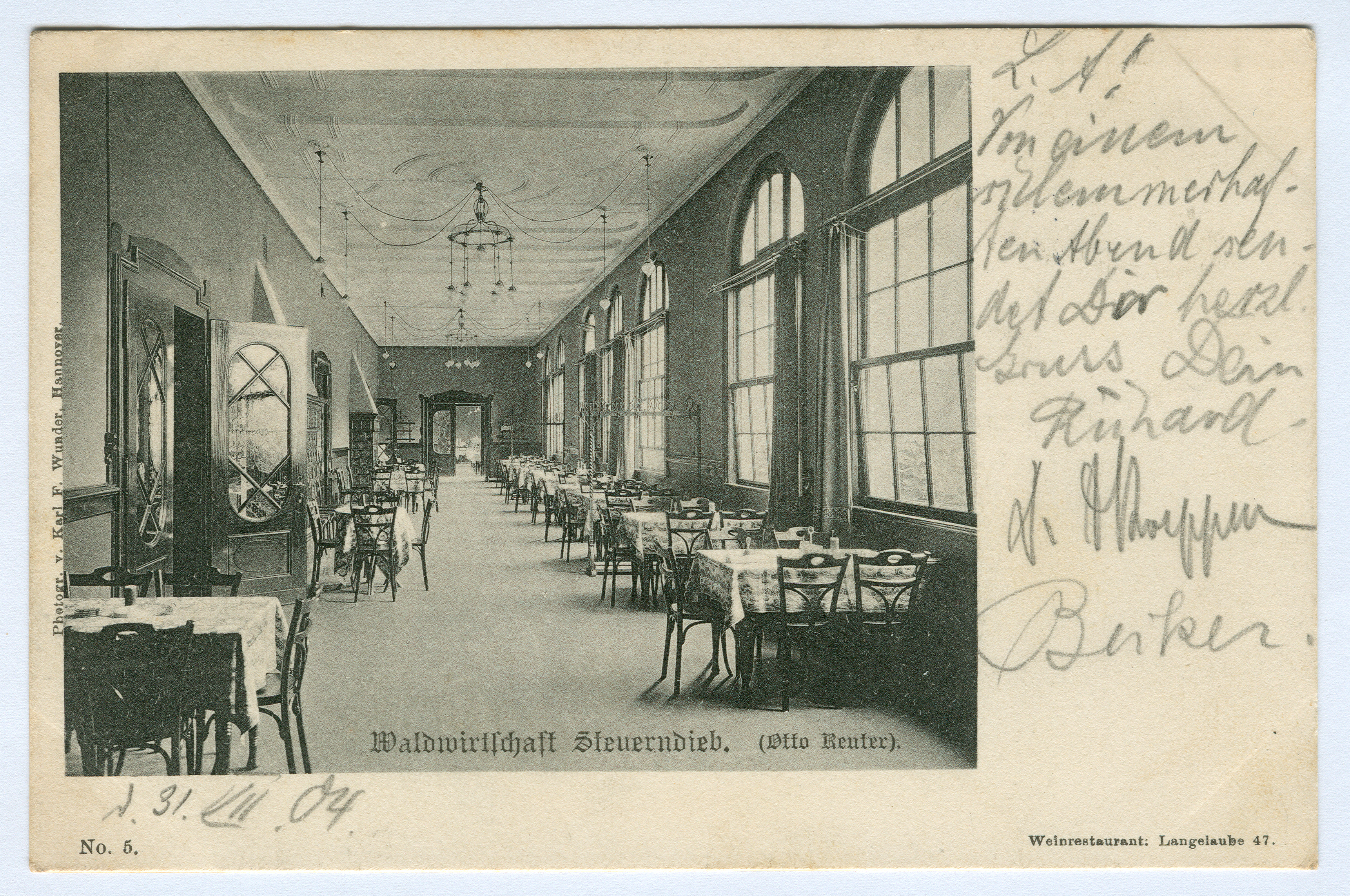
Teil der Inneneinrichtung vor hohen Fenstern, um 1905
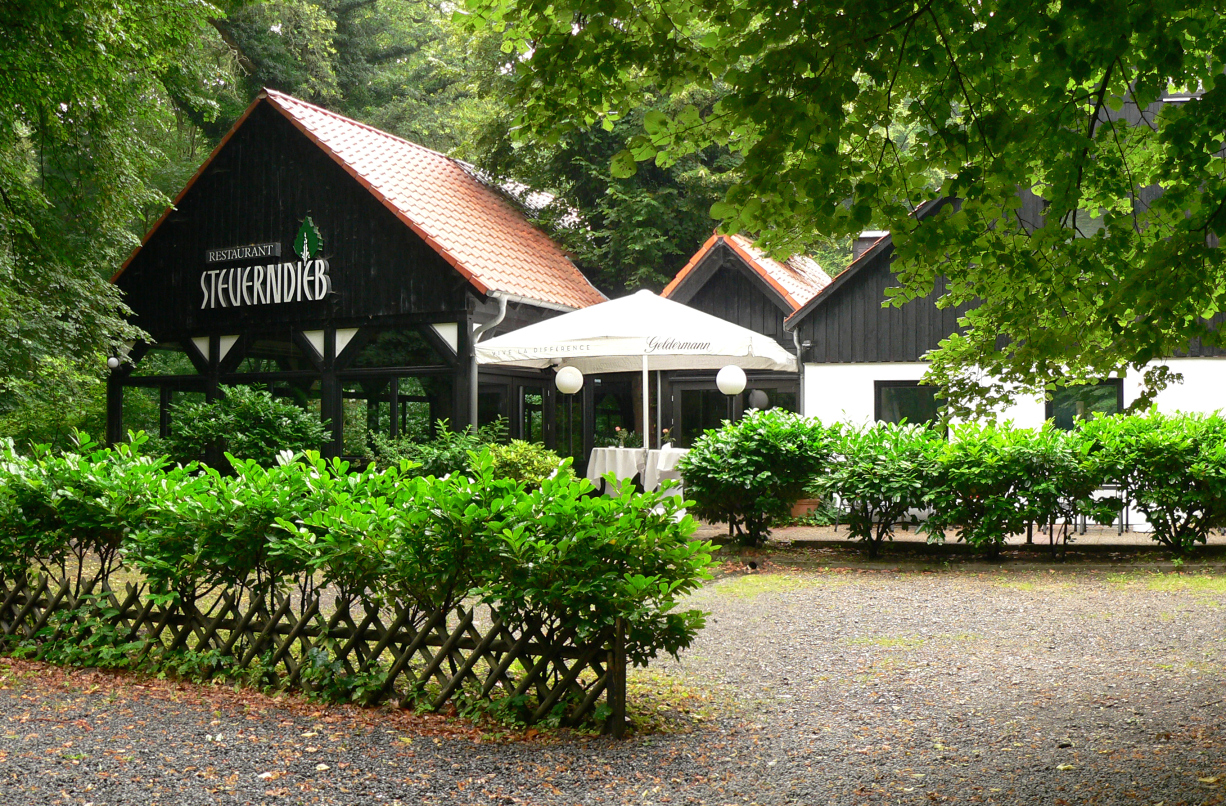
Seitenansicht des heutigen Restaurants
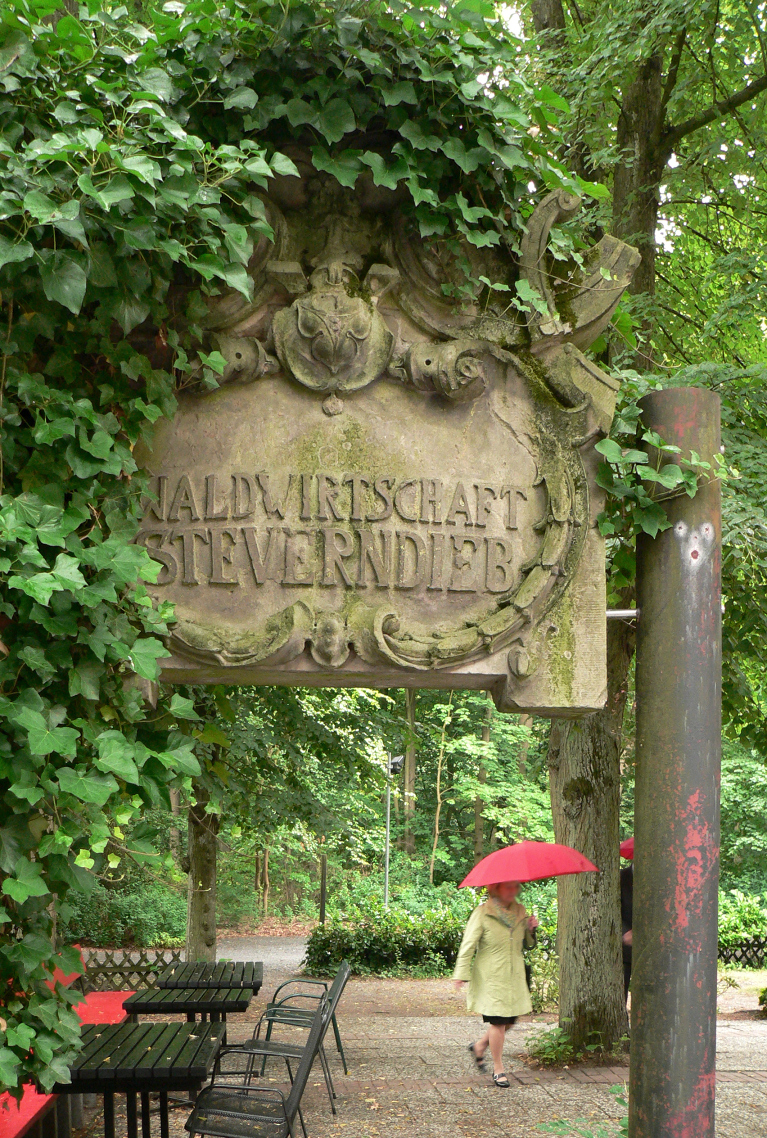
Alter Schmuckstein vor dem Restaurant Steuerndieb

### Restaurantkritiken
- Andreas Voigt: Deutsche Küche. Steuerndieb In: Neue Presse vom 1. Dezember 2010
- Rainer Surrey: Wandernder Soßenklecks trifft Zanderfilet In: Hannoversche Allgemeine Zeitung (mit einer Bildergalerie) vom 7. Oktober 2014